# Символи Мацуями

## Символи міста
Емблема Мацуями — стилізована монограма з ієрогліфів 松 (мацу, «сосна») і 山 (яма, «гора»), що складають назву префектури. У верхній частині зображено дві сосни, а у нижній — гору з трьома вершинами. Автором емблеми є японський художник і поет Сімомура Ідзан. Його робота була затверджена символом Мацуями у 1911 році..
|                |
| Прапор Мацуями |

Прапор Мацуями — полотнище білого кольору, сторони якого співвідносяться як 2 до 3. В центрі полотнища розміщена емблема міста зеленого кольору.
|         |
| Камелія |

Окрім прапора і емблеми Мацуяма має ще один символ — японську камелію. Вона була затверджена в статусі символу-квітки міста 1972 року. За переказами, у 596 році, під час відвідин місцевих гарячих ванн Доґо, японський принц Шьотоку встановив біля них пам'ятний камінь, на якому описав красу мацуямських камелій, що цвіли довкола.